# Dieter Kindlmann
Dieter Kindlmann (Sonthofen, 3 giugno 1982) è un allenatore di tennis ed ex tennista tedesco.
Ottenne il suo best ranking in singolare il 26 luglio 2004 con la 130ª posizione; nel doppio non ha mai ottenuto risultati di rilievo raggiungendo al massimo il 317º del ranking ATP.
In carriera, in singolare, è riuscito ad ottenere la vittoria finale in un torneo futures e quattro Challengers.
Nell’aprile del 2025, partecipa in maniera improvvisata al torneo di doppio dell’ITF25 di Santa Margherita di Pula insieme al suo giocatore Dominic Stricker, per la mancanza del partner originale di quest’ultimo. Kindlmann e Stricker riusciranno ad avanzare ben due turni nel fortuito ritorno al professionismo del tedesco. 

## Statistiche

### Singolare

#### Vittorie (0)
| Legenda singolare         |
| Grande Slam (0)           |
| ATP World Tour Finals (0) |
| ATP Masters 1000 (0)      |
| ATP World Tour 500 (0)    |
| ATP World Tour 250 (0)    |
| Challengers (4)           |
| Futures (1)               |

| Numero | Data              | Torneo                                       | Superficie       | Sfidante in finale      | Punteggio     |
| 1.     | 7 ottobre 2002    | Thessaloniki Cup 2002, Tessalonica           | Cemento          | Konstantinos Economidis | W/O           |
| 2.     | 1º settembre 2003 | Aschaffenburg Challenger 2003, Aschaffenburg | Terra rossa      | Marcello Craca          | 6-3, 6-3      |
| 3.     | 5 luglio 2004     | Oberstaufen Cup 2004, Oberstaufen            | Terra rossa      | Jean-René Lisnard       | 6–7, 6–2, 6–4 |
| 4.     | 6 febbraio 2005   | Volkswagen Challenger 2005, Wolfsburg        | Sintetico indoor | Tobias Summerer         | 7-5, 4-1 ret. |
| 5.     | 11 agosto 2008    | New Delhi Challenger 4 2008, Nuova Delhi     | Cemento          | Joshua Goodall          | 7–6, 6–3      |